# Df (Unix)
df (абревіатура від disk free) — утиліта систем UNIX. Показує файлові системи, звітує про їх розмір, використане та вільне місце на дисках. 
```
df [Опції] [Файл]
[-k]
 
— Використовує блоки розміром в 1 Кбайт замість 512 байтів.
[-h]
 
— Форматування чисел у формі, зручній для людини
[-H]
 
— Теж що й [-h], проте в одиницях SI (1М=1000, а не 1024).
[-m]
 
— При виводі розмір блоку встановлюється у двійкових Мб
[-T]
 
— Вказує тип файлової системи (ext3, fat32, ntfs).
[-a]
 
— Показує всі файлові системи, в тому числі й ті, розмір блоку яких
 
— нульової довжини.
[-i]
 
— Показує інформацію про іноди на диску.
```

Приклад:
```
# df
Filesystem           1K-blocks      Used Available Use% Mounted on
/dev/sda1             15935352   3827324  11285504  26% /
/dev/sda3            449081728 248729564 177171976  59% /vz
/dev/sdb1            480616688  73686724 382515988  17% /vz2
/dev/sdc1            946168328 358335344 538994984  40% /backup
tmpfs                  8201160         0   8201160   0% /dev/shm
```

```
# df -h
Filesystem            Size  Used Avail Use% Mounted on
/dev/sda1              16G  3.7G   11G  26% /
/dev/sda3             429G  238G  169G  59% /vz
/dev/sdb1             459G   71G  365G  17% /vz2
/dev/sdc1             903G  342G  515G  40% /backup
tmpfs                 7.9G     0  7.9G   0% /dev/shm
```

```
# df -H
Filesystem             Size   Used  Avail Use% Mounted on
/dev/sda1               17G   4.0G    12G  26% /
/dev/sda3              460G   255G   182G  59% /vz
/dev/sdb1              493G    76G   392G  17% /vz2
/dev/sdc1              969G   367G   552G  40% /backup
tmpfs                  8.4G      0   8.4G   0% /dev/shm
```

```
# df -m
Filesystem           1M-blocks      Used Available Use% Mounted on
/dev/sda1                15562      3738     11021  26% /
/dev/sda3               438557    242900    173020  59% /vz
/dev/sdb1               469353     71961    373551  17% /vz2
/dev/sdc1               923993    349937    526363  40% /backup
tmpfs                     8009         0      8009   0% /dev/shm
```

```
# df -T
Filesystem    Type   1K-blocks      Used Available Use% Mounted on
/dev/sda1     ext3    15935352   3827332  11285496  26% /
/dev/sda3     ext3   449081728 248729856 177171684  59% /vz
/dev/sdb1     ext3   480616688  73687816 382514896  17% /vz2
/dev/sdc1     ext3   946168328 358335344 538994984  40% /backup
tmpfs        tmpfs     8201160         0   8201160   0% /dev/shm
```

```
# df -a
Filesystem           1K-blocks      Used Available Use% Mounted on
/dev/sda1             15935352   3827052  11285776  26% /
proc                         0         0         0   -  /proc
sysfs                        0         0         0   -  /sys
devpts                       0         0         0   -  /dev/pts
/dev/sda3            449081728 248728160 177173380  59% /vz
/dev/sdb1            480616688  73688384 382514328  17% /vz2
/dev/sdc1            946168328 358335344 538994984  40% /backup
tmpfs                  8201160         0   8201160   0% /dev/shm
none                         0         0         0   -  /proc/sys/fs/binfmt_misc
```

```
# df -iT
Ф. система     Тип    Inodes   IUsed   IFree IUse% змонтований на
/dev/root     ext4   1313760  331664  982096   26% /
/dev/sda2     ext4   1248480  114311 1134169   10% /disk/System
tmpfs        tmpfs    221314       1  221313    1% /dev/shm
/dev/sda5     ext4   1313760  317175  996585   25% /home
/dev/sda6     ext3   1313760   52851 1260909    5% /disk/Programs
/dev/sda7     ext4   6561792   46366 6515426    1% /disk/Date
/dev/sda8 reiserfs         0       0       0    -  /disk/Other
```

Також ця утиліта може показати, до якої файлової системи належить указаний в команді файл чи каталог:
```
# df -h /home/
Filesystem            Size  Used Avail Use% Mounted on
/dev/sda6             436G  115G  299G  28% /home
```